# Газеты Израиля

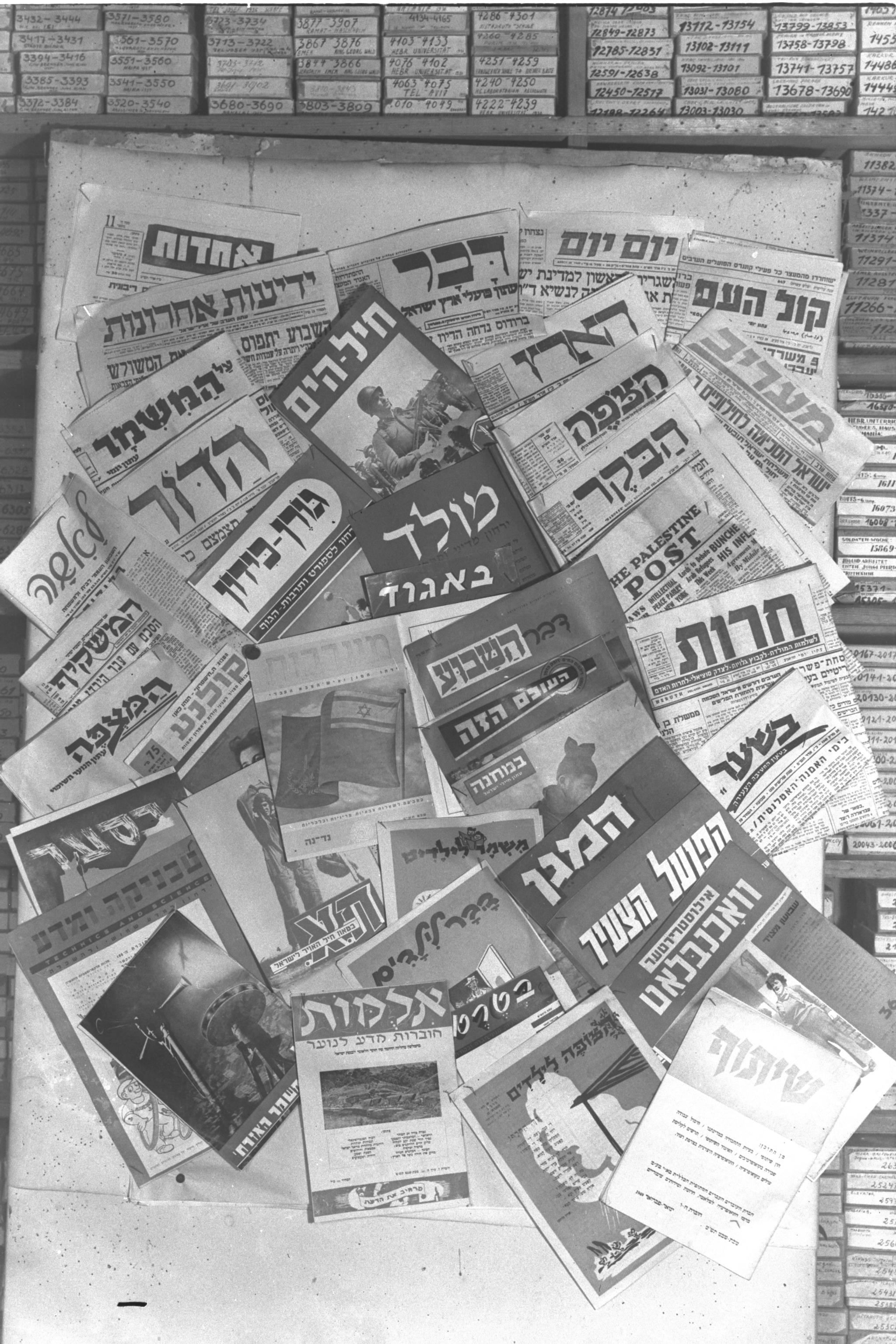
Газеты Израиля, 1949 год

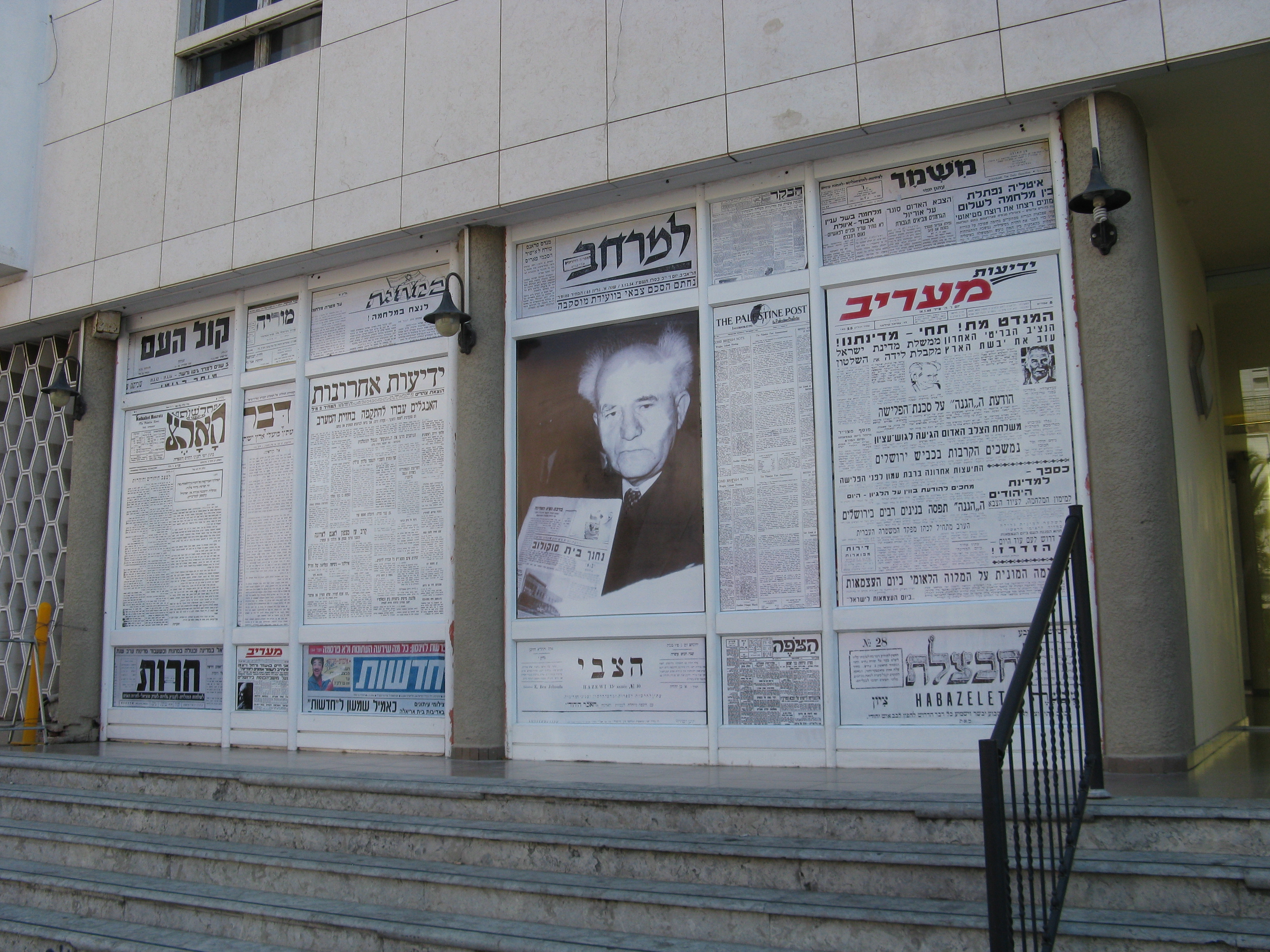
Наружная стена дома журналистов имени Соколова в Тель-Авиве

Пресса в Земле Израиля появилась ещё во времена старого ишува. В 1863 году в Иерусалиме начала выходить газета «Хавацелет» («Лилия»), которую редактировал Исраэль Бек, и с тех пор в Земле Израиля регулярно печатались еврейские газеты. Пресса была основным инструментом в возрождении иврита, поскольку, во-первых, она являлась как бы катализатором обновления слов, старыми словами сообщая читателю о современном мире, а во-вторых, стала платформой для публикации неологизмов иврита. В 1884 году вышел первый номер ежедневной газеты «ха-Цви» («Олень»), редактором которой был Элиэзер Бен-Иегуда. Эта газета стала первым в стране средством массовой информации на иврите со времени начала второй алии (1904) и до Первой мировой войны, а также школой журналистики на иврите и сионистской идеологии. В 1915 году и до конца османского владычества в стране было запрещено издание всех газет на иврите, за исключением газеты «ха-Херут» («Свобода»), которая продолжала издаваться до 1917 года. В начале британского мандата впервые была провозглашена свобода печати. Большинство газет в ишуве в это время были партийными, количество издаваемых ежедневных газет, которые публиковала каждая партия, было несоразмерно велико по сравнению с небольшими размерами газет. Также выходили частные газеты, включая «Гаарец» (с 1919 года), «Едиот ахронот» (с 1939 года) и «Маарив».

## Первые издания в Палестине
- Газета на иврите «Хавацелет» («Лилия») начала выходить в Иерусалиме в 1863 году как еженедельник, а затем, после пятилетнего перерыва, с 1868 по 1911 год. Его редактором был Израиль Дов Фрумкин.
- Газета на иврите «ха-Леванон» издавалась еженедельно с 1863 по 1866 год. «Ха-Леванон» впервые появился в Иерусалиме, затем в Париже, Майнце и Лондоне. Его редактором был Йехиэль Брайль.
- Газета «ха-Цви» («Олень»), основанная в 1884 году Элиэзером Бен-Иегудой, издавалась до 1915 года с перерывом в 1902—1908 годах.
- В 1896 году Бен-Иегуда издавала обзорное издание, которое заменило газету «ха-Цви» в то время, когда она была временно закрыта. Издание было закрыто в 1908 году.
- Газета партии «ха-Поэль ха-Цаир» под таким же названием издавалась с 1908 по 1936 год с перерывом в 1931 году
- Еврейская газета «Мориа» издавалась в Иерусалиме как еженедельная или ежедневная, с 1910 по 1915 год. Его редактором был Ицхак Яаков Елин[англ.].
- Еврейский журнал «Херут» издавался в Иерусалиме сначала как еженедельный, а затем как ежедневный, с 1909 по 1917 год. Его первым редактором был Авраам Эльмалиах, а вторым был Хаим Бен-Атар.
- «ха-Итон ха-Меюхад[ивр.]» («Особенная газета») (1933 — 1954). Независимая и беспартийная газета, изданная и отредактированная Александром Заубером.
- Ежедневная газета «ха-Бокер» («Утро») была основана в 1934 году, выходила в Тель-Авиве, распространялась в Палестине и за рубежом.
- Журнал «Ха-олам ха-зе» («Этот мир») был основан в 1937 году. Издавался еженедельно в Тель-Авиве в виде комикса.
- Еженедельник «Хед Йерушалаим» («Эхо Иерусалима») был основан в 1938 году. Издавался в Иерусалиме, распространялся в Эрец-Исраэль и за рубежом.
- Ежемесячный морской журнал «Ям, гильйонот ха-Хевель ха-ями ле-Исраэль» («Море, бюллетень морского региона Израиля») был основан в 1946 году Издавался в Тель-Авиве, распространялся в Палестине и за рубежом.
- Журнал «Двар ха-Шавуа» (ивр. דְּבַר השבוע‎ «Еженедельник Давар») был основан в 1946 году. Издавался в качестве приложения к газете «Давар» в виде комикса для всех. Распространялся в Израиле и за рубежом.
- Еженедельник для детей «ха-бокер йоце ле-еладим» («Утренняя газета для детей»). Издание основано в 1943 году.

## Ежедневная пресса
Газеты начали появляться в Палестине с начала XX-го века. Первой из них была газета «ха-Цви» («Олень»), выходившая с 1909 года как ежедневная. В 1912 году она объединилась с газетой «Херут» («Свобода»). За прошедшие годы в Земле Израиля и в Государстве Израиль издавалось много газет, но к концу XX-го века их число значительно уменьшилось. Четырьмя основными газетами, в настоящее время издающимися в Государстве Израиль (в порядке их создания), являются утренние газеты «Гаарец», «Едиот ахронот», «Маарив» и «Исраэль хайом».
Несколько попыток создать в Израиле ещё одну ежедневную газету не увенчались успехом, в результате чего издатели понесли значительные финансовые потери. Среди этих неудач — газета «ха-Йом ха-зе» («Этот день», под редакцией Моше Даяна), «Хадашот» («Новости», издательство Шокена), и «Телеграф». На фоне этих неудач выделяется успех вечернего экономического журнала «Глобс».

## Газеты в Израиле в начале XXI века
Список ныне издаваемых газет Израиля по убыванию их тиражей:
- «Исраэль хайом» (распространяется бесплатно)
- «Едиот Ахронот»
- «Маарив»
- «Гаарец»
- «Макор Ришон».

Выходят также экономические газеты «Глобс», «The Marker» и «Калькалист» («Экономист»).
Начиная с 1980-х годов процветали также местные газеты — «мекомоны» — специализировавшиеся на местных новостях и распространяемые в своих регионах. Каждый местный орган печати работал независимо от других. Например, первая и самая старая из местных газет в Израиле — это местная газета Эйлата «Каждый вечер в Эйлате», которая издается с 1962 года. Но самые крупные «мекомоны» тем или другим образом были связаны с одной из трёх основных газет.
Начиная с 2006 года начали выходить ежедневные бесплатные газеты. Первым из них был «Израильтянин» , который просуществовал до начала 2008 года. В июле 2007 года начала издаваться ежедневная бесплатная газета «Исраэль хайом» («Израиль сегодня»), хозяином которой является еврейский миллиардер Шелдон Адельсон, который нанял нескольких видных израильских репортеров, таких как Мордехай Гилат, Амос Регев и Дан Маргалит. 5 августа 2007 года редакция газеты «Маарив» начала издавать третью бесплатную газету «Метро Исраэль», которая затем была переименована в «Израиль пост». В течение короткого периода времени, между январем 2008 года и до июня 2009 года, газета «Едиот ахронот» издавала бесплатную газету «24 минуты», которая считалась таблоидом.

### Газеты для религиозных читателей
Наряду с общей прессой в Израиле существует секторальная пресса, в основном ультраортодоксальная, к которой относятся такие газеты, как «ха-Мевасер» («Возвещающий»), «ха-Модиа» («Информатор»), «ха-Пелес» («Уровень»), «Ятед Неэман» («Опора верного»), еженедельники «бе-Шева» («В семь»), «ха-Дерех» («Путь»), «Мишпаха» («Семья»), «Йом лейом» («День за днем»), «бе-Кехила» («В общине»), а также секторально-хасидская пресса.
Ультраортодоксальная пресса выпускается ультраортодоксальными журналистами и, как правило, подчиняется правилам раввинской цензуры и надзора.

## Газеты и интернет
Растущий вес Интернета как средства коммуникации и платформы для рекламы привел к появлению ежедневных Интернет-газет. В ходе этого процесса было предпринято несколько подходов:
- Выкладывание редакционных материалов печатной газеты на веб-сайт (полностью или частично) . Оперативность Интернета приводит к тому, что на сайт также публикуются самые свежие новости, которые появятся в печатной газете только на следующий день. Этим путем пошли газеты «Гаарец» (www.haaretz.co.il) и «Globes» (www.globes.co.il).
- Создание отдельного веб-сайта, который работает параллельно с печатной газетой, но имеет отдельную редакцию, которая производит большую часть контента для сайта, но также представляет некоторые статьи, которые появились в печатной газете. Таким путем пошли «Едиот ахоронот» (www.ynet.co.il), «Маарив» (https://www.maariv.co.il/) и «Макор ришон» (www.makorrishon.co.il/nrg). Впоследствии «Маарив» отказался от этой модели по экономическим причинам и консолидировал печатные и интернет-системы.
- Представление электронной копии печатного оригинала. Эта услуга предоставляется только для абонентов «Маарив» и «Globes». Газета «Исраэль хайом» делает это бесплатно.

Большинство сайтов газет открыты бесплатно и зарабатывают на жизнь рекламой. Веб-сайт «Globes» в течение недели после публикации контента предоставляет доступ к нему только подписчикам.
Самым посещаемым израильским сайтом в Израиле (на февраль 2024 года) является сайт Ynet, его опережают мировые сайты гугл и ютуб, Википедия же находится лишь на седьмом месте.